# Novelsis timia
Novelsis timia är en skalbaggsart som beskrevs av William James Beal 1954. Novelsis timia ingår i släktet Novelsis och familjen ängrar. Inga underarter finns listade i Catalogue of Life.